# Санжары
Санжа́ры (укр. Санжари) — посёлок,
Манченковский поселковый совет,
Харьковский район,
Харьковская область.
Код КОАТУУ — 6325157606. Население по переписи 2001 года составляет 1122 (494/628 м/ж) человека.

## Географическое положение
Посёлок Санжары находится между посёлком Травневое и селом Нестеренки, расположенными на автомобильной дороге М-03 (E 40).
К посёлку примыкает село Коваленки (Люботинский городской совет),
на расстоянии до 1,5 км расположены посёлок Барчаны, пгт Манченки, село Яроши.

## История
- 1750 — дата основания села Санжары.
- В 1940 году, перед ВОВ, на хуторе Санжары были 65 дворов;[2] на хуторе Емельяновом были 30 дворов.[1]
- 1967 — статус изменён на посёлок.